# Поветкин, Владимир Иванович (тренер)
Влади́мир Ива́нович Пове́ткин (23 декабря 1951 — 26 апреля 2010) — советский и российский тренер по боксу. Тренер спортивного общества «Спартак», отец и личный тренер титулованного российского боксёра Александра Поветкина, заслуженный тренер России (2006). Также известен как спорторганизатор, президент Федерации бокса и кикбоксинга Курской области.

## Биография
Владимир Поветкин родился 23 декабря 1951 года. В молодости сам активно занимался боксом, в 1971 году одержал победу на чемпионате Курской области по боксу, в 1972 году стал победителем первенства Дальневосточного военного округа, выполнил норматив кандидата в мастера спорта.
После завершения спортивной карьеры в течение многих лет работал тренером по боксу в курском областном совете добровольного спортивного общества «Спартак», где подготовил множество талантливых боксёров, в том числе мастеров спорта и мастеров-международников. По воспоминаниям коллег, «Володя очень много ребятишек вытащил из подвалов. Из таких подвалов, откуда обычно дорога только в тюрьму. И родители благодарны ему за то, что научил ребят силе духа и воле».
Самый известный ученик В. И. Поветкина — его старший сын Александр Поветкин, заслуженный мастер спорта, олимпийский чемпион, чемпиона Европы и мира, чемпион мира среди профессионалов. Его младший сын Владимир так же добился некоторых успехов в боксе, стал мастером спорта и успешно боксировал на профессиональном ринге (провёл 6 боёв), но вынужден был завершить карьеру из-за проблем со здоровьем. За выдающиеся достижения на тренерском поприще в 2006 году Владимиру Ивановичу Поветкину было присвоено почётное звание «Заслуженный тренер России».
Впоследствии более двадцати лет занимал должность президента Федерации бокса и кикбоксинга Курской области, занимался организаций спортивных соревнований различного уровня.
В последние годы страдал от лейкемии. Умер 26 апреля 2010 года во время прохождения лечения в одной из клиник Германии. Похоронен на Северном кладбище в Курске.
Ежегодно в Курске проводится мемориальный турнир памяти заслуженного тренера РФ Владимира Ивановича Поветкина, в 2016 году — первенство Центрального федерального округа среди юниоров.